# Австралопітек африканський
Австралопітек африканський (Australopithecus africanus) — вимерлий вид австралопітека, родина гомінідів, що жив близько 3,5—2,4 мільйона років тому в пізньому пліоцені і на початку плейстоцену. Як і його предок австралопітек афарський, австралопітек африканський мав витончену будову, був худим і, як вважається, є прямим предком сучасних людей. Викопні рештки показують, що австралопітек африканський був більше схожий на сучасний тип людей, ніж австралопітек афарський, хоча мав, на відміну від останнього, більш мавпоподібний скелет, але при цьому мав більш об'ємний череп і більш людиноподібні риси обличчя.

## Місцезнаходження решток
Основні місцезнаходження останків цього виду — вапнякові печери Південної Африки: Таунг (1924), Стеркфонтейн (1935), Макапансгат (1948), Гледісвейл (1992).

## Анатомічні особливості
Багато в чому будова скелета африканського австралопітека має безліч подібностей з його східноафриканським родичем австралопітеком афарським. Наприклад, в обох видів довжина рук дещо перевищує довжину ніг. Однак риси будови черепа в африканського австралопітека ближчі до людських. Разом з тим, загальна будова тіла має більше подібностей зі скелетом мавп (наприклад, пальці даного виду довгі та зігнуті, що дозволяло йому з легкістю лазити по деревах). В цілому південноафриканські австралопітеки примітивніші від східноафриканських і, ймовірно, є більш далекими родичами сучасної людини. Судячи з кісток кінцівок і тазу, вони були повністю прямоходячими, хоча і проводили чимало часу на деревах. Ріст африканських австралопітеків становив близько 1—1,5 метра, вага 20—45 кілограмів, об'єм мозку — близько 425—450 кубічних сантиметрів.

### Статевий диморфізм
Статевий диморфізм (фізичні відмінності між чоловіками та жінками) сучасної людини в поперековому відділі хребта був помічений попередньо в сучасних приматів, таких як австралопітек африканський. Цей диморфізм був виражений як еволюційна адаптація поперекового відділу самок до навантажень під час вагітності.

## Археологічні знахідки

### «Бейбі з Таунг»

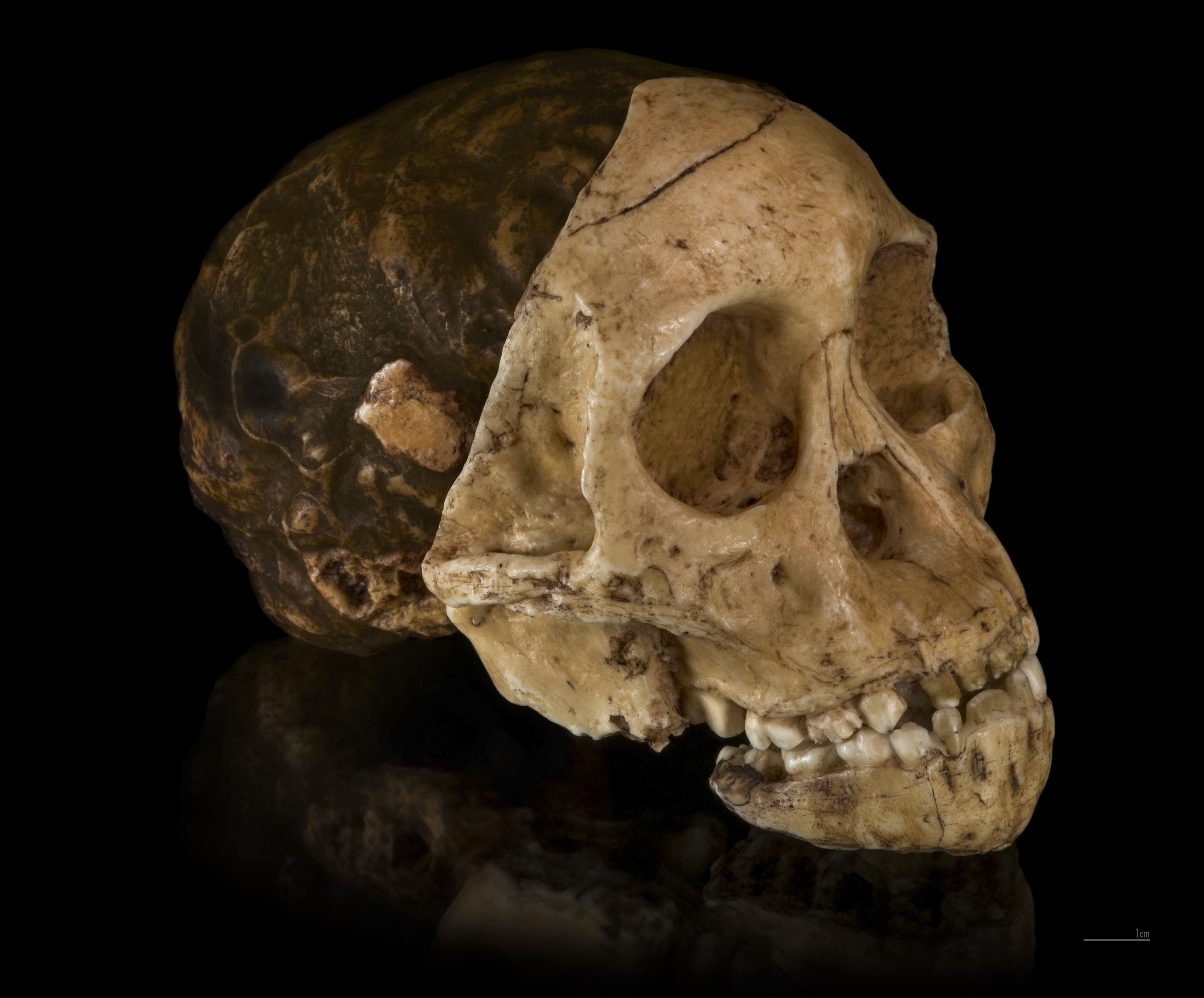
Реконструкція черепа «Бейбі з Таунг»

Перша археологічна знахідка австралопітека була здійснена в 1924 році в Південній Африці, в кар'єрах каменоломні Таунг в Трансільваалі. Виявлений тут незвичайний череп та інші скам'янілості були спрямовані професору анатомії Йоганнесбурзького університету Раймонду Дарту. Вчений визначив, що череп належав дитині близько 6 років. Він дав назву цій знахідці «Бейбі з Таунг». Великий потиличний отвір, що служить для виходу спинного мозку, розташовувався на нижньому боці черепа, що свідчило про випрямлене положення тіла і двоногій ходьбі. Об'єм мозку становив 520 кубічних сантиметрів (для порівняння у шимпанзе він не перевищує 480 кубічних сантиметрів). Надочноямкові валики, характерні для мавп, були відсутні, ікла не виступали за межі сусіднього ряду, як у мавп. Розвиток потиличних, тім'яних і скроневих часток говорило про наявність асоціативних зон в мозку і складну поведінку організму. Дарт охрестив знахідку «втраченою ланкою» в еволюції людини й оцінив її вік в 1 мільйон років.

### «Mrs. Ples»

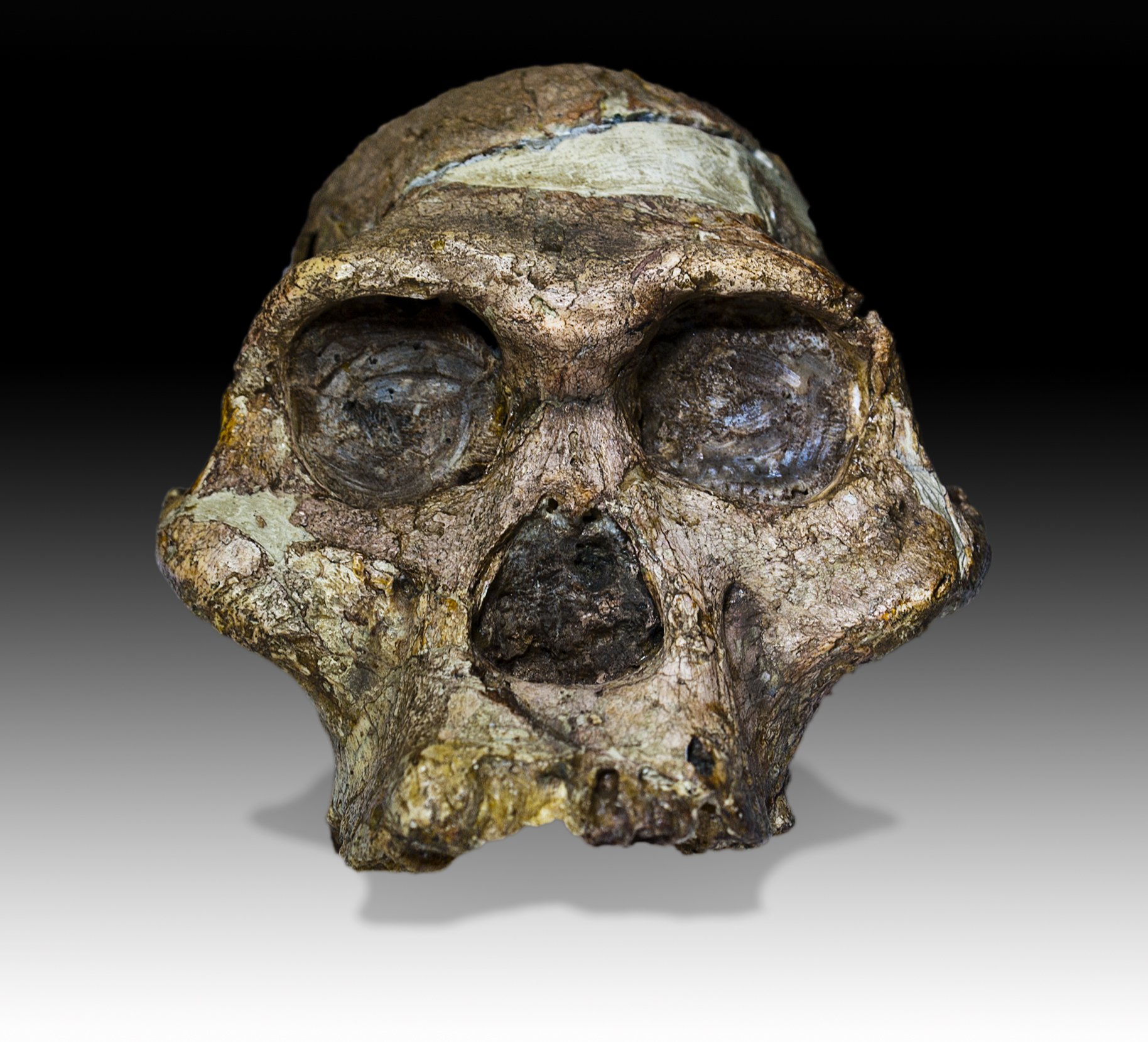
Череп «Mrs. Ples». Трансваальський музей, Преторія

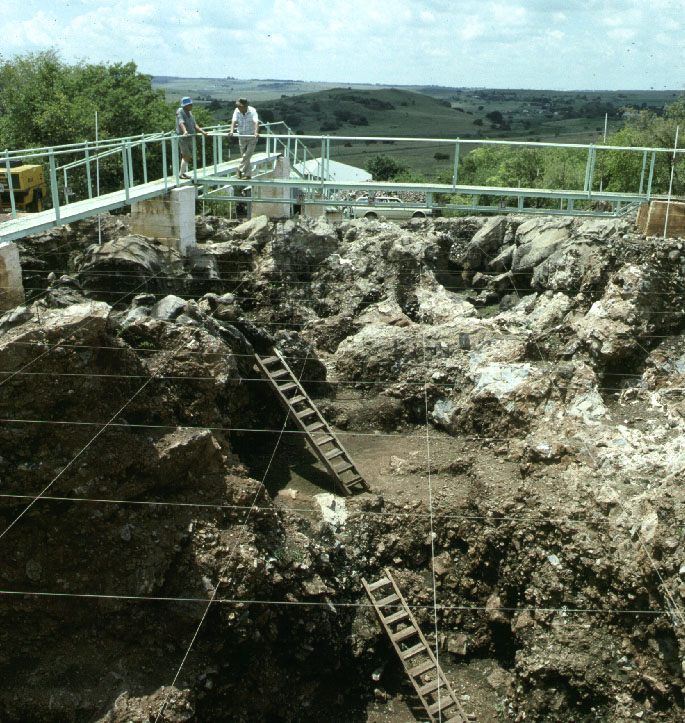
Археологи в печері Стеркфонтейн, де було знайдено «Mrs. Ples»

У 1936 році антрополог Роберт Брум виявив череп дорослого представника австралопітека в печері Стеркфонтейн, поблизу Йоганнесбурга. Череп був неповним (була відсутня нижня щелепа), він належав молодій самці віком 15-16 років, тому останкам було дано ім'я «місис Плез». Хоча аналіз черепа показав, що Місіс Плез насправді може бути Містером Плезом. Крім того, рентгеноструктурний аналіз коренів зубів Місис Плез припустив, що це може бути дорослий чоловік. Тому можливі обидва найменування: Mrs. Ples і Mr. Ples.
Геологічний вік знахідки становив близько 2,5 мільйона років. За надісланим в 1956 році гіпсовим відпливом черепа в Москві була зроблена реконструкція зовнішнього вигляду «місис Плез». У неї невелика голова, яка прямо поставлена на короткій, сильно висунутій вперед шиї. Плечі неширокі, похилі як у мавп. Малий об'єм мозкової частини, відносно невеликі, але глибокі орбіти очей, що нависають над бровами, вузький невисокий лоб і маленький сплющений ніс, поєднуються з важкою нижньою частиною обличчя. Форма вух схожа з вухами шимпанзе, але має менші розміри. Волосся на голові довше, ніж у шимпанзе, обличчя і лоб від волосся вільні. На спині та на плечах присутня коротка рідка шерсть.

### «Little foot»

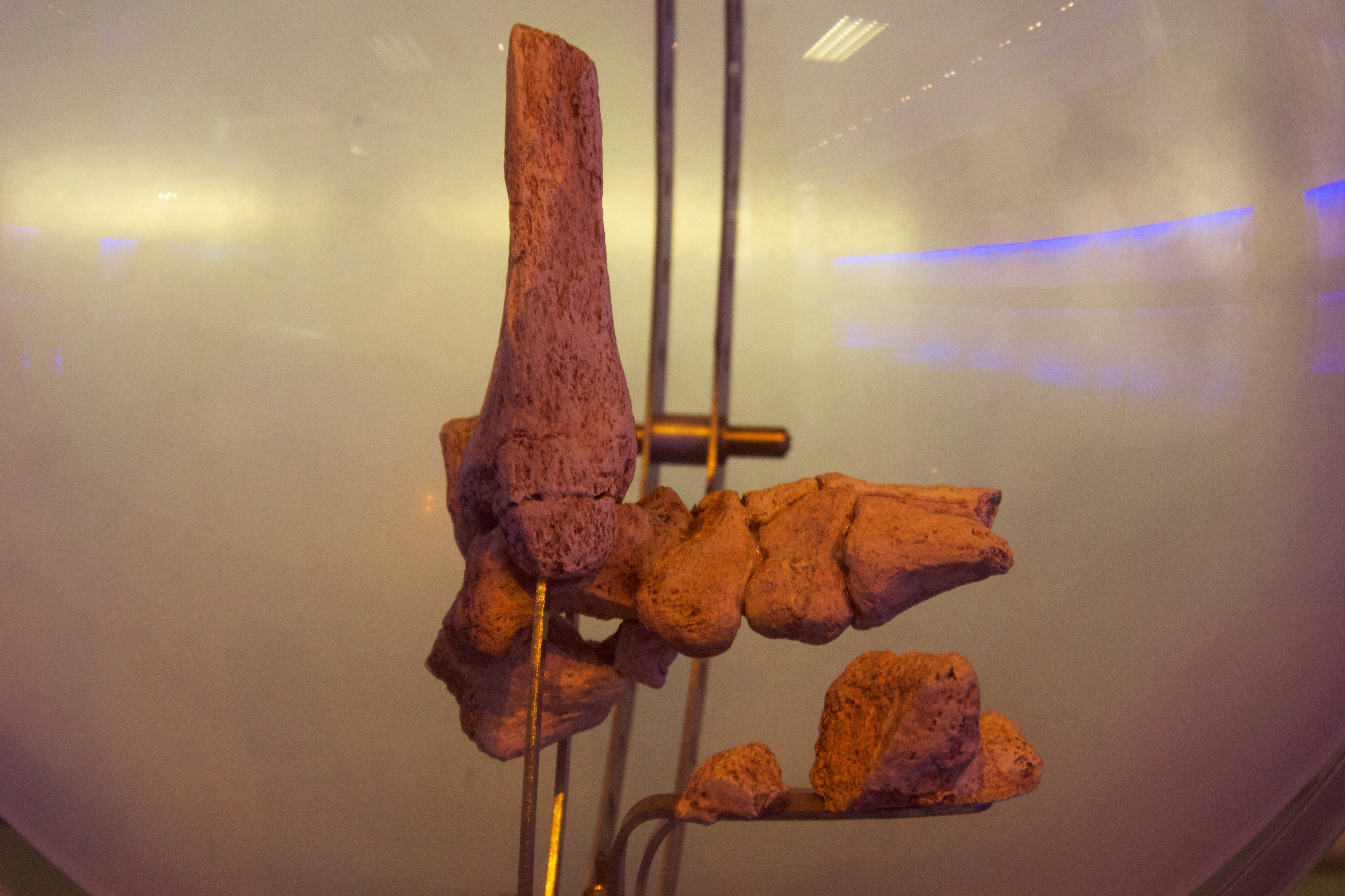
Кістки «Маленької ніжки»

У 1994—1998 році в печері Стеркфонтейн, Південна Африка, палеоантрополог Рональд Кларк виявив майже повний скелет австралопітека, що отримав прізвисько «Маленька ніжка» (англ. Little foot). Більш технічний опис різних аспектів скелета австралопітека висвітлений і опублікований в Journal of Quaternary Science.
«Маленька ніжка», ймовірно, датується близько 3 мільйонами років, хоча Рональд Кларк вважає, що вона має називатися Australopithecus prometheus — тим ім'ям виду, яке було дано Раймондом Дартом, яке, як правило, застосовувалось більшістю працівників для позначення австралопітека африканського.

## Геохронологія
Деякі дати між 3,03 і 2,04 млн років були виведені завдяки поєднанню палеомагнетизму, електоронного парамагнітного резонансу та інформації, яку дала фауна. Таким чином, Макапансгата датується віком між 3,03 і 2,58 млн років зі скам'янілостями MLD37/38, які датуються віком близько 2,58 млн років. Стеркфонтейн має вік між 2,58 і 2,04 млн років з викопними рештками «Місис Плез», які датуються віком 2,04 млн років; і Гледісвейл датується віком між 2,4 і 2,0 млн років. Визначити точний вік «дитинчати Таунг» виявилось не так легко, зараз це питання знаходиться в центрі уваги поточного проєкту Браяна Куна, Філа Гоплея, Коліна Ментера та Енді Герісса.